# Joseph Charbonneau
Pour les articles homonymes, voir Charbonneau.
Joseph Charbonneau, né le 31 juillet 1892 à Lefaivre et décédé le 19 novembre 1959 à Victoria, est un ecclésiastique québécois d'origine franco-ontarienne. Il est archevêque de Montréal de 1940 à 1950.

## Biographie
Né à Lefaivre, dans le canton d'Alfred et Plantagenet, dans l'est ontarien, Joseph Charbonneau est le troisième des dix enfants de Daniel Charbonneau, cultivateur, et de Caroline Yelle. Il est un descendant d'Olivier Charbonneau et Marie Marguerite Garnier, pionniers de l'Île Jésus (Laval).

### Prêtrise et études
Ayant étudié au juniorat (en) montfortain d'Huberdeau, au séminaire de Sainte-Thérèse et au Grand Séminaire de Montréal, il est ordonné prêtre à Ottawa le 24 juin 1916 par Charles-Hugues Gauthier (en). Plusieurs fois vicaire dans la région de l'Outaouais, il étudie la sociologie à l'Université catholique d'Amérique à Washington. Il reçoit un  doctorat en philosophie et un doctorat en droit canonique après des études à Rome (1923-1925). Le 20 septembre 1925, il devient le premier supérieur du nouveau séminaire diocésain sur la rue Rideau à Ottawa.

### Évêque
Le 22 juin 1939, il est nommé deuxième évêque du diocèse de Hearst. Il reçoit son ordination épiscopale le 15 août et il est installé évêque le 4 septembre. Son consécrateur principal est Joseph-Guillaume-Laurent Forbes, archevêque d'Ottawa, et ses coconsécrateurs Émile Yelle (de) (son cousin maternel), archevêque coadjuteur de Saint-Boniface, et Louis Rhéaume, évêque du diocèse de Timmins. Son séjour à Hearst est bref, mais le sensibilise aux problèmes de l'éducation et de l'agriculture.

#### À Montréal
Le 21 mai 1940, il est nommé coadjuteur de l'archevêque de Montréal, Mgr Georges Gauthier. Le 31 août suivant, il lui succède au titre d'archevêque. Ayant créé vingt-cinq paroisses, il est à la tête de l'Église montréalaise pendant la Seconde Guerre mondiale. Il met sur pied une école normale à la formation classique en 1941. En 1943, il établit l'Œuvre des vocations sacerdotales. En 1944-1945, Charbonneau travaille à l'éducation au mariage et à la famille, faisant le bilan de l'action sociale auprès des jocistes.
Joseph Charbonneau est le principal consécrateur d'Albini Leblanc (en), évêque de Gaspé. Il a aussi consacré Lawrence Patrick Whelan, évêque auxiliaire de Montréal.

#### Engagement social
Avec beaucoup d'autres, dont Pierre Elliott Trudeau et Georges-Henri Lévesque, il était intervenu en faveur des grévistes d'Asbestos en 1949, ce qui lui a valu la méfiance du premier ministre Maurice Duplessis. Son expérience dans les communautés appauvries de l'Ontario, qui elles, restaient dominés par les compagnies américaines, avait fait de lui un homme décidément pro-syndical. Il avait ordonné lui-même que soit exécutée une levée de fonds par des quêtes paroissiales auprès de chaque église catholique du Québec pour appuyer le syndicat d'Asbestos. Plus de 167 000 $ fut récolté pour leur venir en aide, selon l'étude de Maurice Sauvé. Une certaine partie du clergé ultramontain, dirigé par  Courchesne de Rimouski, craignait aussi la violence révolutionnaire de cette grève.

### Disgrâce
En janvier 1950, à cause de pressions provenant des éléments plus conservateurs de la société québécoise, l'Église force Charbonneau à démissionner de l'archevêché montréalais et l'envoie en Colombie Britannique. Son successeur à Montréal est  Paul-Émile Léger.
Nommé immédiatement à l'évêché du Bosphore (de), un titre honorifique, Joseph Charbonneau mène une existence paisible à Victoria, en Colombie-Britannique, comme aumônier chez les Sœurs de Sainte-Anne, lisant et priant jusqu'à sa mort d'une crise cardiaque le 19 novembre 1959 à l'âge de 67 ans. Ayant eu droit à des funérailles importantes, il fut inhumé dans la crypte de la cathédrale de Montréal.

### Controverses
Les raisons réelles de la déposition de Joseph Charbonneau – soit son parti pris pour certaines valeurs de gauche – n'ont pas été précisées par l'Église. Toutefois, « les motifs officiels de sa soudaine démission n'ont leurré personne. » Il existait déjà à l'époque une élite catholique, notamment dans la mouvance du père Georges-Henri Lévesque, qui était consciente des effets démobilisateurs qu'avait de plus en plus le radicalisme de l'Église et, dans le cas de l'affaire Charbonneau, de sa proximité avec le pouvoir politique. « Cette élite a été consternée et apeurée par la déposition de Joseph Charbonneau. » Dans une lettre du 9 avril 1950, le père provincial des dominicains, Gérard Paré, évoque « le malaise et même l'affolement dans lesquels se trouvent actuellement bon nombre de catholiques au Canada par suite du départ de Mgr Charbonneau [...]. » 
Plusieurs auteurs se sont intéressés à cette affaire dans les années qui ont suivi : 
- L'éditorialiste et sénatrice Renaude Lapointe a mené une enquête sur la question[4].
- John Thomas McDonough a écrit une pièce de théâtre intitulée Charbonneau et le Chef sur l'opposition manifeste entre lui et Duplessis. Ildebrando Antoniutti a réagi en affirmant que la décision de Charbonneau avait été faite de son propre chef[5]. L'historien Aurélien Boisvert a aussi écrit un ouvrage pour réfuter la thèse du stratagème politique.
- Denise Robillard a également publié une biographie intitulée Monseigneur Joseph Charbonneau, bouc émissaire d'une lutte de pouvoir.

## Succession apostolique
Joseph Charbonneau a ordonné les évêques suivants :
- Évêque Joseph-Conrad Chaumont (1941)
- Évêque Lawrence Patrick Whelan (1941)
- Évêque Gérard Bertrand, M. Afr. (1948)

## Hommages
- La ville de Montréal lui a dédié la place Monseigneur-Charbonneau, entre la Boulevard Robert-Bourassa et le boulevard René-Lévesque.
- L'école spécialisée Joseph-Charbonneau se trouve sur la rue Rousselot à Montréal.
- Un prix Monseigneur-Charbonneau est décerné par la Table de concertation Justice et Foi de Montréal.

## Citation
- « La classe ouvrière est victime d'une conspiration qui veut son écrasement et quand il y a conspiration pour écraser la classe ouvrière, c'est le désir de l'Église d'intervenir. Nous voulons la paix sociale, mais nous ne voulons pas l'écrasement de la classe ouvrière. »

## Archives
Le fonds d'archives de Joseph Charbonneau est conservé au centre d'archives de Montréal de Bibliothèque et Archives nationales du Québec.